# Rosa María Lobo
Rosa María García Lobo (Boo, Aller, Asturias, 10 de abril de 1945), también conocida artísticamente como Maya, es una cantante melódica española.

## Biografía
Su afición por la música le lleva a participar, con tan sólo 18 años, en el programa de Televisión española de descubrimiento de jóvenes talentos Salto a la fama, donde consigue vencer. Adopta en sus primeros tiempos el nombre artístico de Maya.
En 1968 participa en el Festival de Benidorm con La tarde, que se convierte en su primer sencillo. Ese mismo año graba su primer álbum, Maya, con influencias de la música hispanoamericana, y en especial de Atahualpa Yupanqui.
Tras unos años sin publicar nuevos temas, en 1975 ficha por la discográfica Hispavox, que edita Mis amistades, con temas como Alfonsina y el mar y Vendiste el pelo. Al año siguiente publica la canción Luna llena estival, original del músico chileno Sergio Solar, con la que alcanza un notable éxito.
En 1979, ya con Zafiro y retomando su nombre real, edita el sencillo Alma de gaviota, que se incluye en el LP Rosa María Lobo. En 1980 publica Viviré con la que había participado en el Festival de la OTI, representando a España.

| Predecesor: José María Purón | España en el Festival de la OTI 1979 | Sucesor: Dyango |

- Datos: Q6112207